# 张家界学院
张家界学院，前身吉首大学张家界学院。它的面积有800余亩。现有本科学生7000余人，教职工470余人。

## 历史
2002年，吉首大学张家界学院成立，是吉首大学的独立学院。
2021年6月4日，教育部发展规划司发布公示，拟同意该院转设为民办本科高校张家界学院。
2024年，张家界市第八届人民代表大会工作报告提到，张家界学院已完成转设，成为张家界市第一所独立设置的民办本科高校。

## 学校院系
学院包括哲学、文学、理学、工学、法学、经济学、管理学、教育学、医学、历史学、农学11个学科，51个本科专业，其中主要专业有：计算机科学与技术、人力资源管理、电子商务、资源环境与城乡规划管理、园林、护理学、新闻学、信息管理与信息系统、汉语言文学、电子信息科学与技术、电子信息工程、通信工程、环境工程、生物工程、音乐学、舞蹈学、艺术设计、体育教育。

## 学校文化

### 学校校训
以人名校，以业报国

### 学校精神
求真、向善、完美

## 对外合作
学院和韩国京畿大学、大邱大学、韩国中央大学、韩国亚洲大学建立了留学合作关系。